# Mortehoe
Mortehoe  és un poble costaner al nord del comtat de Devon, Anglaterra, amb paisatges de penya-segats. La població al 1801 era de 254 persones i un segle després, de 788. Hi destaca l'església de Saint Mary (Santa Maria), inicialment una petita església normanda que sembla haver estat ampliada al segle xii transformant-la amb una església cruciforme d'estil romànic. A finals del segle xiii es fa afegir la torre. A l'interior es pot destacar una tomba de principis del s. XIV al transsepte que segurament és del rector William de Tracey (mort el 1322), ja que té a la part superior de la figura incisa d'un sacerdot sostenint un calze. Destaquen també les piles baptismals d'estils romànic i gòtic anglès primitiu, el treball dels revestiments de fusta en els extrems dels bancs (s. XVI) i el mosaic d'àngels que adorna l'arc del presbiteri. Aquesta església va ser salvada de la ruïna per un benefactor anònim el 1988.